# Departament de Territori de la Generalitat de Catalunya
L'actual Departament de Territori, Habitatge i Transició ecològica de la Generalitat de Catalunya és la conselleria amb la competència exclusiva de gestionar i aplicar les polítiques en materia de polítiques digitals, les infraestructures i el transport públic de Catalunya, entre d'altres atribucions. Aquest departament ha estat subjecte a diversos canvis de nom i a canvis de competències.
Actualment, està liderat per la consellera Sílvia Paneque des del 12 d'agost de 2024.

## Funcions
Corresponen al Departament de Territori, Habitatge i Transició ecològica les funcions:
- La política i la planificació territorial i l'urbanisme.
- Les polítiques de sòl, incloses les de sòl residencial associades.
- Les polítiques d'habitatge, que inclouen la planificació territorial sectorial de l'habitatge.
- La planificació i la construcció d'habitatges d'obra nova per part de la Generalitat.
- L'activitat de foment en matèria d'habitatge, tant de la promoció pública i privada d'habitatges com de la rehabilitació, en l'entorn urbà i en el món rural.
- La gestió del patrimoni públic d'habitatges de la Generalitat.
- L'ordenació de l'edificació i control de qualitat del procés i productes d'edificació.
- Les polítiques de rehabilitació d'habitatges en barris i nuclis històrics, així com les actuacions de foment del programa de barris i àrees urbanes d'atenció especial.
- Les polítiques de l'arquitectura i de la millora urbana.
- Les polítiques d'impuls de l'Agenda Urbana de Catalunya, en l'àmbit de competències del Departament.
- Les obres públiques i infraestructures.
- La licitació de les infraestructures de Catalunya.
- Les carreteres, els ferrocarrils, els ports i aeroports.
- La mobilitat i el transport.
- Les polítiques de muntanya i del litoral.
- La planificació i qualitat ambiental, així com les polítiques davant el canvi climàtic i les polítiques de desenvolupament sostenible.
- L'aigua.
- Els residus.
- Els serveis meteorològics.
- L'energia i l'impuls de les energies renovables.
- El medi natural i la biodiversitat.
- Qualsevol altra funció que li atribueixin les lleis i altres disposicions.

L'Institut per al Desenvolupament i la Promoció de l'Alt Pirineu i Aran i l'Agència de l'Habitatge de Catalunya, entre d'altres organismes del sector públic, està adscrit al Departament de Territori.

## Llista de consellers
| #                                                                           | Legislatura                                                       | Nom                                                               | Nom                                                               | Inici mandat                                                      | Fi mandat                                                         | Partit polític                                                    | Partit polític                                                    |
| Departament de Política Territorial i Obres Públiques (1977-2010)           | Departament de Política Territorial i Obres Públiques (1977-2010) | Departament de Política Territorial i Obres Públiques (1977-2010) | Departament de Política Territorial i Obres Públiques (1977-2010) | Departament de Política Territorial i Obres Públiques (1977-2010) | Departament de Política Territorial i Obres Públiques (1977-2010) | Departament de Política Territorial i Obres Públiques (1977-2010) | Departament de Política Territorial i Obres Públiques (1977-2010) |
| --------------------------------------------------------------------------- | ----------------------------------------------------------------- | ----------------------------------------------------------------- | ----------------------------------------------------------------- | ----------------------------------------------------------------- | ----------------------------------------------------------------- | ----------------------------------------------------------------- | ----------------------------------------------------------------- |
|                                                                             | provisional                                                       |                                                                   | Narcís Serra i Serra                                              | 5 de desembre de 1977                                             | 22 de març de 1979                                                |                                                                   | Partit dels Socialistes de Catalunya                              |
|                                                                             | provisional                                                       |                                                                   | Lluís Armet i Coma                                                | 22 de març de 1979                                                | 8 de maig de 1980                                                 |                                                                   | Partit dels Socialistes de Catalunya                              |
|                                                                             | I                                                                 |                                                                   | Josep Maria Cullell i Nadal                                       | 8 de maig de 1980                                                 | 14 de juny 1983                                                   |                                                                   | Convergència Democràtica de Catalunya                             |
|                                                                             | I                                                                 |                                                                   | Xavier Bigatà i Ribé                                              | 14 de juny 1983                                                   | 4 de juliol 1988                                                  |                                                                   | Convergència Democràtica de Catalunya                             |
| II                                                                          |                                                                   |                                                                   | Xavier Bigatà i Ribé                                              | 14 de juny 1983                                                   | 4 de juliol 1988                                                  |                                                                   | Convergència Democràtica de Catalunya                             |
|                                                                             | III                                                               |                                                                   | Joaquim Molins i Amat                                             | 4 de juliol 1988                                                  | 29 d'abril de 1993                                                |                                                                   | Convergència Democràtica de Catalunya                             |
| IV                                                                          |                                                                   |                                                                   | Joaquim Molins i Amat                                             | 4 de juliol 1988                                                  | 29 d'abril de 1993                                                |                                                                   | Convergència Democràtica de Catalunya                             |
| -                                                                           |                                                                   | Josep Maria Cullell i Nadal                                       | 29 d'abril de 1993                                                | 18 de novembre de 1994                                            |                                                                   |                                                                   | Convergència Democràtica de Catalunya                             |
|                                                                             |                                                                   | Jaume Roma i Rodríguez                                            | 18 de novembre de 1994                                            | 15 de juny de 1995                                                |                                                                   |                                                                   | Convergència Democràtica de Catalunya                             |
|                                                                             |                                                                   | Artur Mas i Gavarró                                               | 15 de juny de 1995                                                | 30 de juliol de 1997                                              |                                                                   |                                                                   | Convergència Democràtica de Catalunya                             |
| V                                                                           |                                                                   | Artur Mas i Gavarró                                               | 15 de juny de 1995                                                | 30 de juliol de 1997                                              |                                                                   |                                                                   | Convergència Democràtica de Catalunya                             |
|                                                                             |                                                                   | Pere Macias i Arau                                                | 30 de juliol de 1997                                              | 20 de novembre de 2001                                            |                                                                   |                                                                   | Convergència Democràtica de Catalunya                             |
| VI                                                                          |                                                                   | Pere Macias i Arau                                                | 30 de juliol de 1997                                              | 20 de novembre de 2001                                            |                                                                   |                                                                   | Convergència Democràtica de Catalunya                             |
|                                                                             |                                                                   | Felip Puig i Godes                                                | 20 de novembre 2001                                               | 16 de desembre de 2003                                            |                                                                   |                                                                   | Convergència Democràtica de Catalunya                             |
|                                                                             | VII                                                               |                                                                   | Joaquim Nadal i Farreras                                          | 16 de desembre de 2003                                            | 29 de desembre de 2010                                            |                                                                   | Partit dels Socialistes de Catalunya                              |
| VIII                                                                        |                                                                   |                                                                   | Joaquim Nadal i Farreras                                          | 16 de desembre de 2003                                            | 29 de desembre de 2010                                            |                                                                   | Partit dels Socialistes de Catalunya                              |
| Departament de Territori i Sostenibilitat (2010-2021)                       |                                                                   |                                                                   |                                                                   |                                                                   |                                                                   |                                                                   |                                                                   |
|                                                                             | IX                                                                |                                                                   | Lluís Miquel Recoder i Miralles                                   | 29 de desembre 2010                                               | 27 de desembre de 2012                                            |                                                                   | Convergència Democràtica de Catalunya                             |
|                                                                             | X                                                                 |                                                                   | Santi Vila i Vicente                                              | 27 de desembre 2012                                               | 14 de gener de 2016                                               |                                                                   | Convergència Democràtica de Catalunya                             |
|                                                                             | XI                                                                |                                                                   | Josep Rull i Andreu                                               | 14 de gener de 2016                                               | 27 d'octubre de 2017                                              |                                                                   | Convergència Democràtica de Catalunya                             |
| Partit Demòcrata Europeu Català                                             | XI                                                                |                                                                   | Josep Rull i Andreu                                               | 14 de gener de 2016                                               | 27 d'octubre de 2017                                              |                                                                   |                                                                   |
|                                                                             | XII                                                               |                                                                   | Damià Calvet i Valera                                             | 29 de maig de 2018                                                | 26 de maig de 2021                                                |                                                                   |                                                                   |
| Departament de Polítiques Digitals i Territori (2021-2022)                  |                                                                   |                                                                   |                                                                   |                                                                   |                                                                   |                                                                   |                                                                   |
|                                                                             | XIII                                                              |                                                                   | Jordi Puigneró i Ferrer                                           | 26 de maig de 2021                                                | 29 de setembre de 2022                                            |                                                                   | Junts per Catalunya                                               |
| Departament de Territori (2022-2024)                                        |                                                                   |                                                                   |                                                                   |                                                                   |                                                                   |                                                                   |                                                                   |
|                                                                             | XIII                                                              |                                                                   | Juli Fernández i Olivares                                         | 10 d'octubre de 2022                                              | 13 de juny de 2023                                                |                                                                   | Esquerra Republicana de Catalunya                                 |
|                                                                             | XIII                                                              |                                                                   | Ester Capella i Farré                                             | 13 de juny de 2023                                                | 12 d'agost de 2024                                                |                                                                   | Esquerra Republicana de Catalunya                                 |
| Departament de Territori, Habitatge i Transició Ecològica (2024-actualitat) |                                                                   |                                                                   |                                                                   |                                                                   |                                                                   |                                                                   |                                                                   |
|                                                                             | XV                                                                |                                                                   | Sílvia Paneque i Sureda                                           | 12 d'agost de 2024                                                | En el càrrec                                                      |                                                                   | Partit dels Socialistes de Catalunya                              |